# Chemins de fer de la Suisse Occidentale
De Chemins de fer de la Suisse Occidentale (SO) (afgekort: Suisse Occidentale) was een Zwitserse spoorwegonderneming uit de periode van 1872 tot 1881.

## Geschiedenis
De Suisse Occidentale ontstond op 1 januari 1872 door de fusie van drie spoorwegondernemingen namelijk de Compagnie de l'Ouest-Suisse de Chemin de fer Lausanne-Fribourg-Berne en de Compagnie Franco-Suisse (FS).
In 1876 volgden verschillende uitbreidingen van het spoorwegnet. Het traject van Murten naar Lyss werd op 12 juni 1876 geopend. Het traject van Murten naar Palézieux, en het traject van Payerne naar Fribourg werden op 25 augustus 1876 geopend. Het traject van Yverdon naar Payerne werd op 1 februari 1877 geopend
Op 20 december 1876 werd de Chemin de fer de Jougne à Eclépens (JE) overgenomen.
Op 28 juni 1881 fusieerde de Suisse Occidentale (SO) met de Compagnie du chemins de fer du Simplon (S) en ontstond de Chemins de fer de la Suisse Occidentale-Simplon (SOS).

## Trajecten
- Spoorlijn Yverdon-les-Bains - Fribourg ook bekend als: Broye transversale
- Spoorlijn Palézieux - Kerzers ook bekend als: Broye longitudinale
- Spoorlijn Kerzers - Lyss